# Piotr Bykowski
Piotr Bykowski (ur. 10 września 1955 w Wągrowcu) – polski przedsiębiorca i bankowiec, w latach 1993-1996 doradca Rządu RP, twórca m.in. Invest-Banku, następnie grupy bankowo-finansowej – „Grupa Invest”. Był jednym z najbogatszych Polaków (13. miejsce w 1994 r. w rankingu Wprost). Wywodzi się z Jaxa Bykowskich – jednego z najstarszych rodów Rzeczypospolitej.

## Wykształcenie
W 1979 roku ukończył z wyróżnieniem studia na Akademii Rolniczej w Poznaniu.

## Kariera w biznesie
Działalność gospodarczą rozpoczął w latach 80. W 1983 r. z jego inicjatywy została utworzona Spółdzielnia Pracy Pinus. W latach 1988–1992 był prezesem zarządu Korporacji Budowlanej Drewbud wdrażającej, przy udziale Skarbu Państwa, rządowy program lekkiego, energooszczędnego budownictwa drewnianego w Polsce. Był inicjatorem i współzałożycielem Invest-Banku S.A. Od grudnia 1989 roku przewodniczył komitetowi założycielskiemu Invest-Banku S.A., a po jego utworzeniu objął funkcję szefa rady i okresowo prezesa zarządu. Był współtwórcą powstałego w 1991 r. Polskiego Towarzystwa Samochodowego (PTS), jednej z największych organizacji spółdzielczych w Polsce. Od 1992 roku przewodniczył „Grupie Invest”, w skład której wchodził m.in. Invest-Bank S.A., Bank Staropolski S.A., Invest-Bank Ukraina z siedzibą w Charkowie, Oguzbank z siedzibą w Kiszyniowie w Mołdawii, Polskie Towarzystwo Samochodowe z siedzibą w Bydgoszczy.
W 1998 roku mając zamiar utworzenia z Zygmuntem Solorzem bankowo-medialnego holdingu podjął decyzję o wprowadzeniu Telewizji Polsat do „Grupy Invest”. Partner medialny nie wywiązał się ze swoich zobowiązań i doprowadził, w styczniu 2000 roku, do upadłości Bank Staropolski S.A. Dokonał wrogiego przejęcia kluczowych podmiotów „Grupy Invest”, stając się przez to jedynym właścicielem Invest-Banku S.A. (aktualnie Plus Bank S.A.) o wartości wycenianej wówczas na ponad 320 mln USD.
Z opinii wykonanych na zlecenie Biura Analiz Sejmowych Sejmu RP i klubów parlamentarnych, a także biegłych rewidentów wynika jednoznacznie, że Komisja Nadzoru Bankowego pod kierownictwem Hanny Gronkiewicz-Waltz, zawieszając w styczniu 2000 roku działalność Banku Staropolskiego S.A., działała z rażącym naruszeniem prawa.
W latach 2004-2017 był doradcą finansowym w Związku Rzemiosła Polskiego. Od 2021 roku członek Narodowej Rady Profilaktyki Zdrowotnej i sekretarz generalny European Preventive Care z siedzibą w Brukseli. Od stycznia 2024 roku doradca strategiczny w Institut za Civilizacijo in Kulturo (ICK) z siedzibą w Lublanie.

## Areszt i proces
Był głównym oskarżonym w toczącym się w Poznaniu procesie, w który zarzucano mu działania na szkodę Banku Staropolskiego S.A. Wyrokiem Sądu Okręgowego w Poznaniu z dnia 4 listopada 2019 roku, Piotr Bykowski wraz ze swoimi współpracownikami został po trwającym 19 lat postępowaniu i procesie karnym prawomocnie uniewinniony od wszystkich stawianych mu zarzutów. Prokuratura wniosła jednak kasację do Sądu Najwyższego, który uchylił wyrok drugiej instancji i nakazał ponowną apelację. Ta zakończyła się 15 lipca 2022 r. prawomocnym skazaniem na dwa lata więzienia bez zawieszenia i 100 tys. złotych grzywny W wyniku ponownego postępowania kasacyjnego, ostatecznie 20 lutego 2025 roku Sąd Najwyższy uchylił wszystkie wyroki, zarzucając im, że zostały podjęte z rażącym naruszeniem prawa i umorzył postępowanie. W wyniku ponownego postępowania kasacyjnego, ostatecznie 20 lutego 2025 roku Sąd Najwyższy uchylił wszystkie wyroki, zarzucając im, że zostały podjęte z rażącym naruszeniem prawa i umorzył postępowanie. 

## Działalność społeczna
W 1993 r. został doradcą premiera Waldemara Pawlaka, a także szefem zespołów doradców u kolejnych Ministrów Współpracy Gospodarczej z Zagranicą. Uczestniczył przy tworzeniu rządowej Agencji Rozwoju Gospodarczego S.A., a także współtworzył rządowy program finansowego wspierania współpracy gospodarczej z zagranicą.
Przez lata związany był ze Związkiem Harcerstwa Polskiego, uzyskując najwyższy harcerski stopień instruktorski – harcmistrz. Pod koniec studiów angażował się również w działalność ZSMP i pracował z młodzieżą wiejską z rolniczych spółdzielni produkcyjnych.
Angażował się w realizację misji i prac Kościoła rzymskokatolickiego. W 1992 roku został powołany przez biskupa koszalińsko-kołobrzeskiego Ignacego Jeża do Rady Konsultacyjnej działającej na rzecz rozwiązywania problemów społecznych, gdzie wspierał inicjowanie programów gospodarczych przy wykorzystaniu niezagospodarowanych obiektów i gruntów rolnych. W latach 1994–1995 pełnił funkcję doradcy ds. gospodarczych arcybiskupa Jerzego Stroby – metropolity poznańskiego.

## Nagrody i wyróżnienia
W 1985 r. otrzymał odznakę honorową „Za Zasługi w Rozwoju Województwa Poznańskiego”, a w 1988 r. Odznakę Honorową Miasta Poznania. Za działalność na rzecz rozwoju przedsiębiorczości Związek Rzemiosła Polskiego odznaczył go w 2017 r. swoim najwyższym wyróżnieniem – medalem im. Jana Kilińskiego.